# Pascal Baurain
Pascal Baurain (Bergen, 12 september 1969)  is een Belgisch politicus voor het cdH, sinds maart 2022 Les Engagés genaamd.

## Levensloop
Baurain schreef zich in 1998 in als advocaat aan de balie van Bergen, waarbij hij specialiseerde in jeugdrecht, verzekeringen en commerciële en burgerlijke huurcontracten. Als advocaat vestigde hij vanaf 2007 eveneens de aandacht op diverse malversaties bij het OCMW in Saint-Ghislain, hetgeen resulteerde in een rechtszaak tegen de burgemeester en de OCMW-voorzitter. Daarnaast trad hij op als raadsman voor de AWCCLP, de Waalse vereniging van overlegcomités van huurders en eigenaars.
In 2006 werd hij politiek actief in de door PS gedomineerde gemeente Saint-Ghislain. Hij was er voor het toenmalige cdH van 2007 tot 2011 OCMW-raadslid en sinds 2012 is hij er gemeenteraadslid in de oppositie. 
Bij de Waalse verkiezingen van 25 mei 2014 stond hij als derde opvolger op de cdH-lijst van het arrondissement Bergen. Verkozene Carlo Di Antonio werd in juli 2014 minister, waardoor hij opgevolgd werd door Savine Moucheron. Nadat Moucheron in mei 2016 ontslag nam om schepen van Bergen te worden en de tweede opvolger weigerde te zetelen, kwam Baurain in het Waals Parlement en daardoor eveneens in het Parlement van de Franse Gemeenschap terecht. In het Waals Parlement nam hij zitting in de commissie Lokale Besturen, Huisvesting en Sportinfrastructuren, alsook in de commissie voor de Gelijkheid van Kansen tussen Mannen en Vrouwen. Daarnaast vuurde Baurain mee het Waalse verzet aan tegen het CETA-vrijhandelsakkoord tussen de Europese Unie en Canada en was hij in 2017 een van de leden van de onderzoekscommissie naar de financiële wantoestanden bij de intercommunale Publifin. Baurain zetelde tevens in de commissie Leefmilieu, Ruimtelijke Ordening en Transport, waar hij zich voornamelijk toelegde op het dossier rond het verbod op onverdoofd slachten, dat in mei 2017 door het Waals Parlement werd ingevoerd. In november 2018 kwam er een einde aan zijn parlementaire mandaten, toen Moucheron na het aflopen van haar mandaat als schepen terugkeerde naar het Waals Parlement.
Bij de Waalse verkiezingen van 26 mei 2019 was Baurain eerste opvolger in het arrondissement Bergen, maar het cdH behaalde in de kieskring geen zetels meer. Vijf jaar later, op 9 juni 2024, was hij voor Les Engagés lijsttrekker in de kieskring en werd hij opnieuw verkozen in het Waals Parlement en het Parlement van de Franse Gemeenschap. 